# 斯氏亞口魚
斯氏亞口魚（學名：Catostomus snyderi）為輻鰭魚綱鯉形目亞口魚科的其中一種，為溫帶淡水魚，分布於北美洲美國加利福尼亞州及俄勒岡州南部克拉馬斯河流域，體長可達55公分，棲息在岩石底質的溪流或水塘底層水域，生活習性不明。 